# René-Pierre Quentin
René-Pierre Quentin (Collombey-Muraz, 5 de agosto de 1943) é um ex-futebolista suíço que atuava como meia.

## Carreira
René-Pierre Quentin fez parte do elenco da Seleção Suíça de Futebol, na Copa do Mundo de 1966. Ele marcou um gol contra a Espanha.